# ローリエ

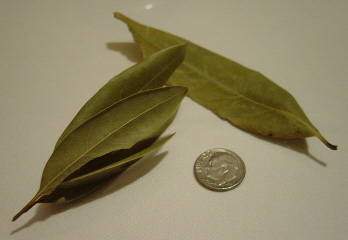
ローリエ

ローリエ（フランス語: laurier）は、ゲッケイジュの葉を乾燥させた香辛料である。煮込み料理に加えて使われる。

## 名称
日本ではローレル（英語: laurel）、ローリエ（フランス語: laurier）、ベイリーフ（ベイリーブズ、英語: bay leaf, bay leaves）、ゲッケイジュ（月桂樹）、ロールベールブレッター（ドイツ語: Lorbeerblätter）などの名でも流通しているが、これらは各国語の綴りや発音の違いから来ている。生薬としては月桂葉（げっけいよう）と呼ばれるが、成分本質 (原材料) では医薬品でないものと判断されており、薬効を謳わない限りは食品である。オリンピック発祥のギリシャでは月桂冠が名誉の象徴となっているのは良く知られている。

## 成分
リナロール、ミルセン、オイゲノール、シネオールなどの精油成分を多く含み、芳香のもととなっている。精油を抗菌性のある外用薬の原料とする例がある。消化を促進し、疲労回復の効果もあるとされる。

## 利用
月桂樹は小アジア原産の植物であるが、ローリエはトルコ、ギリシャ、イタリア、フランスなど、地中海沿岸を中心に栽培されるようになったため、ヨーロッパでよく使用されるスパイスとなっている。市場にはドライハーブで売られている。すがすがしく、明瞭な芳香があるので、香り付けに使用される。甘い香りが調理で強く出て、肉の臭みなどを消す働きがあり、欧風カレーやポトフ、シチューなどの煮込み料理の風味付けによく使用される。出汁・ソースなどにも利用される。オランダなど、ヨーロッパ北部ではハーリングなどのマリネにも利用される。

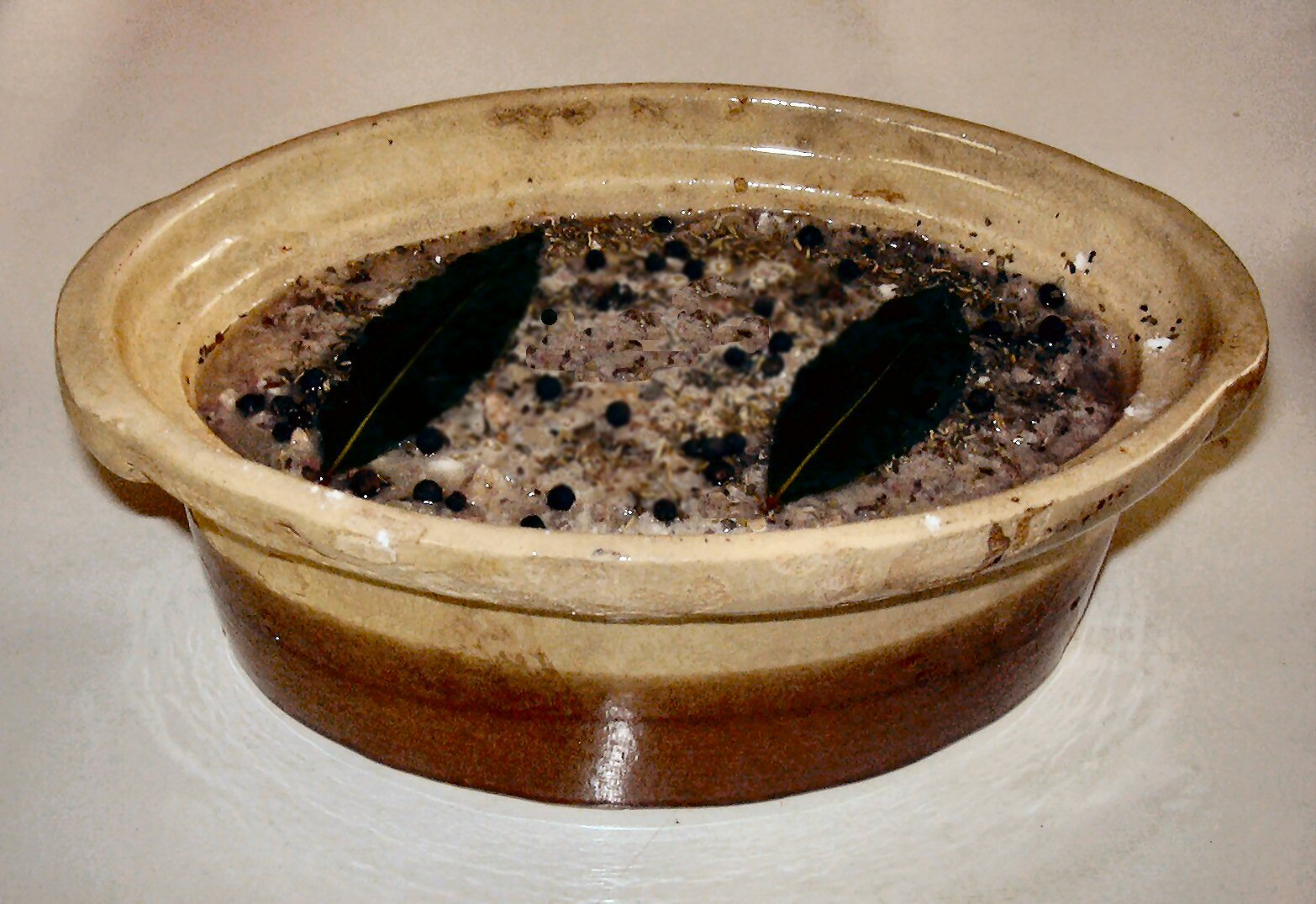
ローリエの生葉を用いたテリーヌ

調理に使う際には、長時間煮込むと苦味が出てくるので注意。途中で取り出しやすいように、葉を刻まずに使う。
生の葉を使用することも出来るが、青臭さと苦みが出る。好みは分かれるところだが、保存の点も含め乾燥させて使うのが一般的である。自宅で作る場合には、葉がそり返らないように重しを乗せ、日陰で2週間ほど乾燥させる。